# Saint-Jean-Soleymieux
Saint-Jean-Soleymieux és un municipi francès situat al departament del Loira i a la regió d'Alvèrnia-Roine-Alps. L'any 2007 tenia 778 habitants.

## Demografia

### Població
El 2007 la població de fet de Saint-Jean-Soleymieux era de 778 persones. Hi havia 304 famílies de les quals 92 eren unipersonals (52 homes vivint sols i 40 dones vivint soles), 92 parelles sense fills, 88 parelles amb fills i 32 famílies monoparentals amb fills.
La població ha evolucionat segons el següent gràfic:
Habitants censats

### Habitatges
El 2007 hi havia 487 habitatges, 304 eren l'habitatge principal de la família, 128 eren segones residències i 54 estaven desocupats. 417 eren cases i 69 eren apartaments. Dels 304 habitatges principals, 218 estaven ocupats pels seus propietaris, 73 estaven llogats i ocupats pels llogaters i 14 estaven cedits a títol gratuït; 9 tenien dues cambres, 51 en tenien tres, 92 en tenien quatre i 153 en tenien cinc o més. 220 habitatges disposaven pel capbaix d'una plaça de pàrquing. A 135 habitatges hi havia un automòbil i a 143 n'hi havia dos o més.

### Piràmide de població
La piràmide de població per edats i sexe el 2009 era:
| Homes | Edats   | Dones |
| ----- | ------- | ----- |
| 4     | 95 o +  | 0     |
| 8     | 90 a 94 | 12    |
| 8     | 85 a 89 | 32    |
| 4     | 80 a 84 | 4     |
| 20    | 75 a 79 | 20    |
| 16    | 70 a 74 | 4     |
| 4     | 65 a 69 | 20    |
| 40    | 60 a 64 | 24    |
| 16    | 55 a 59 | 4     |
| 24    | 50 a 54 | 32    |
| 4     | 45 a 49 | 20    |
| 16    | 40 a 44 | 4     |
| 28    | 35 a 39 | 24    |
| 32    | 30 a 34 | 36    |
| 32    | 25 a 29 | 24    |
| 4     | 20 a 24 | 20    |
| 12    | 15 a 19 | 4     |
| 24    | 10 a 14 | 24    |
| 28    | 5 a 9   | 12    |
| 32    | 0 a 4   | 12    |

## Economia
El 2007 la població en edat de treballar era de 462 persones, 349 eren actives i 113 eren inactives. De les 349 persones actives 316 estaven ocupades (181 homes i 135 dones) i 33 estaven aturades (12 homes i 21 dones). De les 113 persones inactives 43 estaven jubilades, 32 estaven estudiant i 38 estaven classificades com a «altres inactius».

### Ingressos
El 2009 a Saint-Jean-Soleymieux hi havia 319 unitats fiscals que integraven 764 persones, la mediana anual d'ingressos fiscals per persona era de 17.144 €.

### Activitats econòmiques
Dels 38 establiments que hi havia el 2007, 2 eren d'empreses alimentàries, 3 d'empreses de fabricació d'altres productes industrials, 5 d'empreses de construcció, 5 d'empreses de comerç i reparació d'automòbils, 2 d'empreses de transport, 1 d'una empresa d'hostatgeria i restauració, 1 d'una empresa d'informació i comunicació, 1 d'una empresa financera, 3 d'empreses immobiliàries, 5 d'empreses de serveis, 7 d'entitats de l'administració pública i 3 d'empreses classificades com a «altres activitats de serveis».
Dels 13 establiments de servei als particulars que hi havia el 2009, 1 era una oficina d'administració d'Hisenda pública, 1 gendarmeria, 1 oficina de correu, 1 una oficina bancària, 1 funerària, 1 taller de reparació d'automòbils i de material agrícola, 1 guixaire pintor, 1 fusteria, 2 lampisteries, 1 electricista, 1 perruqueria i 1 agència immobiliària.
Dels 3 establiments comercials que hi havia el 2009, 1 era una botiga de més de 120 m², 1 una fleca i 1 una carnisseria.
L'any 2000 a Saint-Jean-Soleymieux hi havia 33 explotacions agrícoles que ocupaven un total de 378 hectàrees.

## Equipaments sanitaris i escolars
El 2009 hi havia una escola maternal integrada dins d'un grup escolar amb les comunes properes formant una escola dispersa.

## Poblacions més properes
El següent diagrama mostra les poblacions més properes.